# Tudela de Duero
Tudela de Duero è un comune spagnolo di 6 779 abitanti situato nella comunità autonoma di Castiglia e León.